# القمة القرمزية
القمة القرمزية (بالإنجليزية: Crimson Peak)‏ فيلم رومانسي قوطي أمريكي. من إخراج جييرمو ديل تورو، وبطولة ميا واسيكوسكا وتوم هيدليستون وجيسيكا شاستاين وتشارلي هونام وجيم بيفر. عرض الفيلم لأول مرة يوم 25 أيلول 2015 وصدر من يونيفرسال ستوديوز يوم 16 تشرين الأول. كلفت صناعة الفيلم حوالي 55$ مليون دولار وحصل الفلم على ارباح حوالي 75$ مليون دولار.

## روابط خارجية
- القمة القرمزية على موقع IMDb (الإنجليزية)
- القمة القرمزية على موقع ميتاكريتيك (الإنجليزية)
- القمة القرمزية على موقع روتن توميتوز (الإنجليزية)
- القمة القرمزية على موقع نتفليكس (الإنجليزية)
- القمة القرمزية على موقع قاعدة بيانات الأفلام العربية
- القمة القرمزية على موقع ألو سيني (الفرنسية)
- القمة القرمزية على موقع أول موفي (الإنجليزية)
- القمة القرمزية على موقع بوكس أوفيس موجو (الإنجليزية)
- القمة القرمزية على موقع فيلمافينيتي (الإسبانية)
- القمة القرمزية على موقع قاعدة بيانات الأفلام السويدية (السويدية)